# Start All Over
Start All Over – drugi oficjalny singiel Miley Cyrus nie licząc tych z Hannah Montany z albumu Hannah Montana 2: Meet Miley Cyrus. Autorem piosenki jest Fefe Dobson.
Niektóre źródła uważają za pierwszy singel piosenkę „I Miss You”, jednak piosenka wraz z „G.N.O. (Girl’s Night Out)” była tylko nominowana na liście Billboard 200, natomiast oficjalnej premiery nie miała.

## Teledysk
Teledysk do piosenki „Start All Over” miał swoją światową premierę na MuchMusic’s MuchOnDemand 14 grudnia 2007 roku. To pierwszy videoklip Miley Cyrus, nie licząc tych na bazie koncertów jako Hannah Montana. Przedsatwia Miley jak tańczy i śpiewa w swoim śnie. W teledysku pojawiają się tańczący ludzie z różnych grup społecznych.

## Listy przebojów
| Listy (2008)                  | Pozycja |
| ----------------------------- | ------- |
| Australian ARIA Singles Chart | 41      |
| Canadian Hot 100              | 91      |
| U.S. Billboard Hot 100        | 68      |
| U.S. Billboard Pop 100        | 57      |